# Подвязновский
Подвя́зновский — село Ивановского района Ивановской области Российской Федерации. Административный центр Подвязновского сельского поселения.

## География
Расположено в 2 километрах к северу от города Кохма. Улицы Деревенская и Сосновая.

## История
Первое упоминание о деревне встречается в документах по генеральному межеванию земель, поведённому в 1774 году . В 1854 году проводится новое межевание земель деревни  Большое Подвязново. После реформы 1861 года крестьяне деревень Большое Подвязново и Горино объединились в одно сельское общество – Подвязновское.
Летом 1918 года жители деревни Большое Подвязново срубили первую начальную школу. А к 1919 году в деревне
Большое Подвязново было 67 жилых домов. После образования Ивановского района в 1929 году, Подвязново стало центром сельсовета. В 1935—1948 годах в составе Кохомского района. С 1949 года начинается электрификация Большого Подвязнова.

## Население
| 1859 | 1905 | 2010  |
| ---- | ---- | ----- |
| 275  | ↘94  | ↗2477 |

## Инфраструктура
Имеется средняя школа, библиотека, почтовое отделение Почта России, ООО «Птица» (ранее — «Ивановский бройлер»). Автобусное сообщение с городом Иваново.

## Известные уроженцы
- Плаксин, Михаил Николаевич - зоотехник, Герой Социалистического Труда.